# مارجورى ييتس
مارجورى ييتس (بالإنجليزية: Marjorie Yates)‏ هي ممثلة بريطانية، ولدت في 13 أبريل 1941 في المملكة المتحدة.

## وصلات خارجية
- مارجورى ييتس على موقع IMDb (الإنجليزية)
- مارجورى ييتس على موقع قاعدة بيانات برودواي على الإنترنت (الإنجليزية)
- مارجورى ييتس على موقع قاعدة بيانات الفيلم (الإنجليزية)